# كيماري (رياضة)
كيماري (باليابانية: 蹴鞠) هي لعبة ورياضة كرة إشتهرت في اليابان خلال فترة هييان (794-1185) وفترة كاماكورا (1185-1333)، شاعت في البداية في مدينة كيوتو عاصمة البلاد في ذلك الوقت وفي منطقة كانساي المحيطة ثم انتشرت الى مناطق أخرى من خلال طبقة الساموراي النبيلة، وتم إحيائها في العصر الحديث كلعبة موسمية تلعب بشكل أساسي في أضرحة الشنتو في منطقة كانساي.

## تاريخياً
يعود أول دليل تاريخي لرياضة الكيماري إلى عام 644 ميلادي أما قواعدها الحالية فأعتمدت خلال القرن الثالث عشر، تأثرت برياضة تسوجو الصينية التي وصلت إلى اليابان عام 600 تقريباً خلال فترة اسوكا، حتى أن إسمها يستعمل نفس رموز الكانجي للعبة تسوجو، وفي العصر الحديث لا تزال تُلعب في أضرحة الشنتو خلال ألمهرجانات.
لعبها رئيس أمريكا ألاسبق جورج بوش الإبن في إحدى زياراته الرئاسية إلى اليابان.

## وصفها

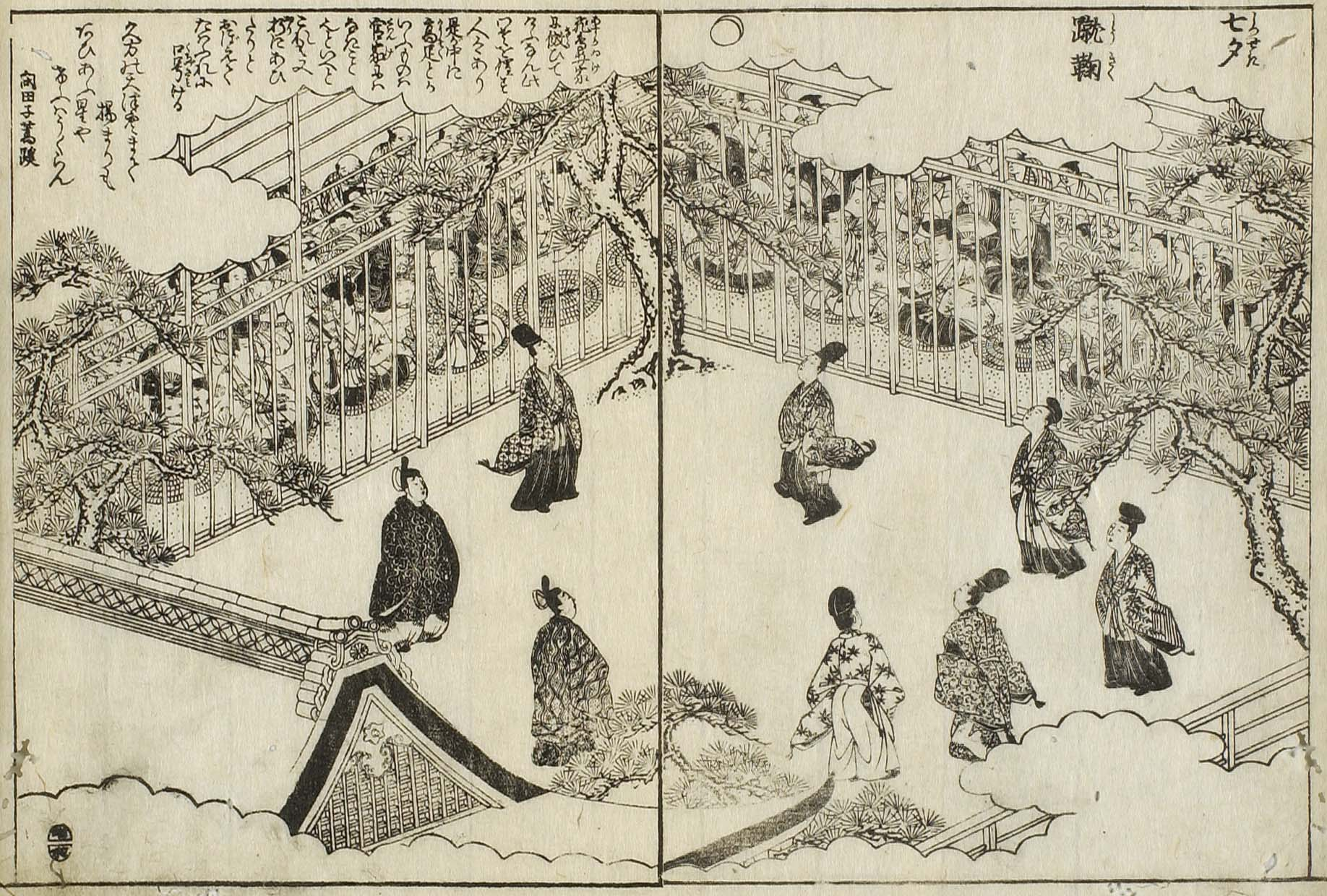
رسمة تصور لعبة الكيماري.

ألكيماري رياضة غير تنافسية، والهدف منها محاولة إبقاء كرة وحيدة في الهواء دون أن تلمس الأرض، ويتعاون عدة لاعبين على ذلك، يُسمح لهم باستعمال أي جزء من جسدهم ما عدا الذراعين والكفين.
تعرف الكرة باسم «ماري» وتصنع من جلد غزال الأيل بحيث يكون ألفراء في ألجهة الداخلية منها، أثناء صناعتها تحشى بحبوب الشعير لتأخذ ألشكل الكروي وتزال منها ثم تتم خياطتها مع جلد ألحصان. يسمى الشخص ألذي يركل ألكرة «مارياشي» وعليه أن يرسلها إلى اللاعب التالي ألمتلقي بشكل يُسَهل عليه التحكم فيها وإبقائها مرتفعة لينقلها بدوره إلى اللاعب الآخر.
تُلعب الكيماري على أرضية مستوية بمساحة 6 إلى 7 متر2، ويرتدي أللاعبين أزياء مشابهة لملابس فترة اسوكا حيث كان هذا ألزي المسمى «كاريغينو» موضة ذلك العصر.